# Tamara Tatham
Tamara Tanisha Tatham (* 19. August 1985 in Toronto, Ontario) ist eine ehemalige kanadische Basketballspielerin. Sie spielte unter anderem 3½ Jahre für die SV Halle Lions und wurde zur wertvollsten Spielerin der DBBL-Saison 2011/2012 gewählt. Mit der kanadischen Nationalmannschaft nahm sie 2010 und 2014 an Weltmeisterschaften sowie 2012 und 2016 an Olympischen Sommerspielen teil und gewann 2015 die Amerikameisterschaft.

## Karriere

### Als Spielerin
Tatham, geboren im zum Metropolitan Toronto gehörenden East York, besuchte in Brampton die Chinguacousy Secondary School. Von 2003 bis 2007 spielte sie für die Mannschaft der University of Massachusetts Amherst in der NCAA. Nach einem Jahr in Finnland bei den Catz Lappeenranta wechselte Tatham 2008 in die 1. DBBL zu den SV Halle Lions. Mit diesen erreichte sie das Halbfinale um die deutsche Meisterschaft, und Tatham erhielt zahlreiche individuelle Auszeichnungen, unter anderem als beste ausländische Spielerin und als beste Verteidigerin der Liga. Im Folgejahr erreichte sie mit der Mannschaft des TSV 1880 Wasserburg die Finalserie der Meisterschaft, wo sie aber gegen die TV 1872 Saarlouis Royals verlor. Nachdem sie kurz für die Toronto Lady Elite 1s in der nordamerikanischen WBCBL gespielt hatte, kehrte sie Ende 2010 nach Halle zurück. 2012 erhielt Tatham die Auszeichnungen als wertvollste Spielerin der DBBL und erneut als beste Import- sowie Defensivspielerin, und zog wiederum in die Meisterschafts-Finalserie ein, wo Halle den BV Wolfenbüttel Wildcats unterlag. Anschließend nahm sie an den Olympischen Sommerspielen 2012 teil. Im Viertelfinale schied Kanada gegen den letztendlichen Goldmedaillengewinner USA aus.
Nach einem weiteren Jahr bei den Lions wechselte Tatham 2013 in die Slowakei zu Piešťanské Čajky, wo sie unter anderem in der Middle European League spielte. 2015 gewann sie mit der kanadischen Nationalmannschaft sowohl den Basketball-Wettbewerb bei den Panamerikanischen Spielen als auch die Amerikameisterschaft und wurde dort ins All-Tournament Team berufen. Anschließend wurde sie von Townsville Fire, Titelverteidiger in der australischen WNBL, als kurzfristiger Ersatz für Briana Butler unter Vertrag genommen. Ende 2015 wurde bei Tatham eine Ermüdungsfraktur des linken Schienbeins diagnostiziert, weshalb sie für den Rest der Saison ausfiel. Bei den Olympischen Sommerspielen 2016 erreichte sie mit Kanada erneut das Viertelfinale.

### Als Trainerin
2018 wurde Tatham Assistenztrainerin bei den Raptors 905 in der NBA G-League, als erste Kanadierin in einer der großen professionellen Männer-Sportligen in Nordamerika. Daneben ist sie Assistenztrainerin der Frauen-Basketballmannschaft der University of Toronto.

## Sonstiges
Tamara Tathams jüngere Schwester Alisha Tatham spielt ebenfalls für die kanadische Basketballnationalmannschaft. Ihr älterer Bruder Patrick Tatham war Junioren-Nationalspieler und spielte unter anderem für den deutschen Regionalligisten SC Itzehoe Eagles.